# توغدير
توغدير  هي محافظة في صوماليلاند. يحدها  مرودي جيح من الغرب، ساحل من الشمال، سناج من الشمال الشرقي،  صول من الشرق و إثيوبيا إلى الجنوب. عاصمتها برعو.  

## المراجع

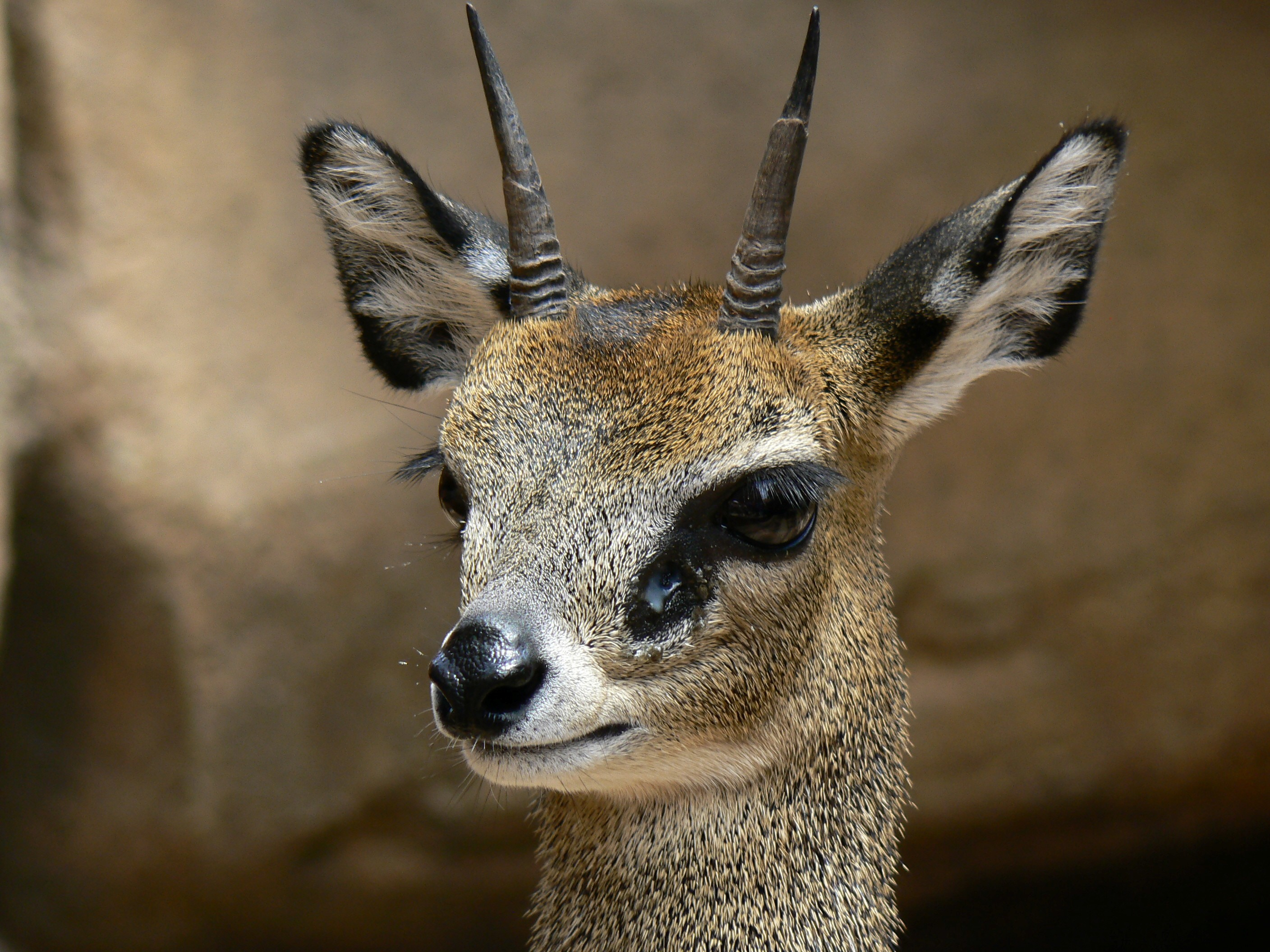
Head details